# Ortobirotonde pentagonal
Em geometria, o ortobirotonde pentagonal é um dos sólidos de Johnson (J34). Pode ser construído ao juntar-se duas rotundas pentagonais ao longo de suas faces decagonais.